# Hermersen
Hermersen ist der Name einer wüsten Siedlungsstelle in der heutigen Gemeinde Emmerthal. Sie lag vermutlich nordöstlich des Ortes Hämelschenburg nahe der Emmer.

## Erwähnungen
Ob die Siedlung mit den im 9. Jahrhundert belegten Orten „Hamereshusun“ und „Hohmareshusun“ gleichzusetzen ist, ist unklar. Erstmals sicher erwähnt wird Hermersen (nicht: Hemersen) in einem Verzeichnis der Rechte des Hamelner Schultheißen Hartung von Frenke aus der Zeit zwischen 1237 und 1247. Nach diesem erwarb er damals am Ort einen Hof mit zwei Mansen von den Einwohnern von Kirchohsen (Osen) und zwei weitere Mansen von Graf Hermann I. von Everstein.
1337 verkauften die Brüder Johannes und Dietrich Bock von Oldendorf den Brüdern Dietrich und Arnold Hake ihre vermutlich ebenfalls von den Eversteiner Grafen erhaltenen Lehngüter um Hameln, zu denen sechs Hufen in Hermersen gehörten. Zwei Jahre später rundeten die Hake diesen Grundbesitz durch den Erwerb eines Hofes am Ort von verschiedenen Einwohnern von Emmern ab. Mit den so erworbenen Gütern in Hermersen wurden die Hake noch bis Mitte des 19. Jahrhunderts durch die Landgrafen von Hessen-Kassel belehnt, an welche die Lehnsherrschaft nach der Eversteiner Fehde gegangen war. Hingegen gelangte die Zehntherrschaft an die Herzöge von Braunschweig-Lüneburg und wurde als Zubehör der Hämelschenburg ab 1437 an die Ritter (von) Klencke verlehnt. Der Ort existierte aber bei dem Übergang der Lehns- und Zehntherrschaft wahrscheinlich schon nicht mehr (siehe unten).
Als weitere von den Eversteinern belehnte Grundbesitzer in Hermersen sind die Brüder Bruno und Johann von der Mühlen bezeugt, die 1354 mit zwei Mansen Land und einer Kate (area tenguria) belehnt wurden. 1375 erhielt ferner ein nicht näher bekannter Johann von Bokelsen von Graf Hermann VII. von Everstein zwei Höfe als Lehen.
Gemäß der Überlieferung wird Hermersen aus nicht mehr als fünf bis zehn Höfen bestanden haben. Im Hamelner Stadtbuch (Donat) wird der Ort in einem Verzeichnis aus dem 14. Jahrhundert unter den Dörfern genannt, die an den städtischen Rat Bruchholz liefern mussten.

## Wüstwerden
Da nach 1375 von Grundbesitz in Hermersen nichts mehr überliefert ist, dürfte der Ort um 1400 wüst geworden sein. Wenn eine Zerstörung in der Eversteiner Fehde auch nicht völlig ausgeschlossen werden kann, so hält Horst-Rüdiger Marten doch eher ein freiwilliges Verlassen durch die Ortsbewohner für wahrscheinlich. Die Ursache hierfür könnte in der Pest von 1350 zu suchen sein, durch die etwa ein Drittel der Bevölkerung Europas ihr Leben lassen musste und folglich sowohl in Hermersen als auch im Nachbarort Hämelschenburg zahlreiche Höfe leerstanden. Nachdem letzterer nicht nur durch eine Burg geschützt, sondern als Flecken auch eine gewisse zentralörtliche Funktion hatte, lag es für die Bewohner Hermersens nahe, dorthin überzusiedeln.
Die Siedlungsfläche von Hermersen dürfte in der Folgezeit in Ackerland umgewandelt worden sein, sodass heute keine oberirdischen Spuren mehr vorhanden sind.